# Sanbao, Gansu
Sanbao (kinesiska: 三堡) är en köping i nordvästra Kina. Den ligger i Minle härad i staden Zhangye i provinsen Gansu, omkring 390 kilometer nordväst om provinshuvudstaden Lanzhou. Antalet invånare är 15 215. Befolkningen består av 7 300 kvinnor och 7 915 män. Barn under 15 år utgör 19,0 %, vuxna 15-64 år 73 %, och äldre över 65 år 6,0 %.